# Cepães

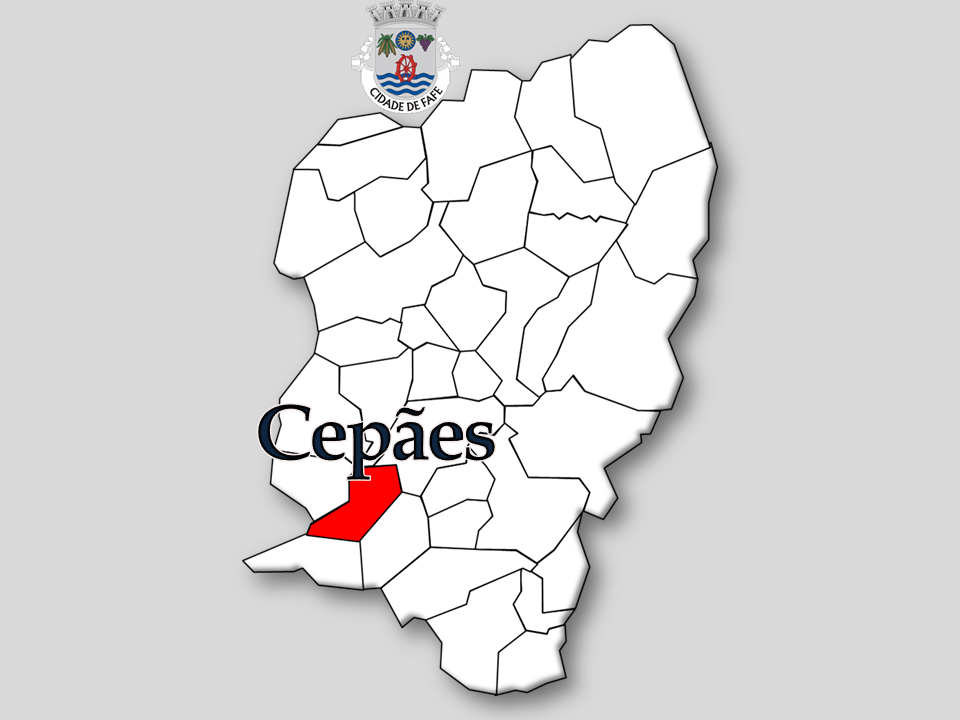
Localização da Freguesia de Cepães no Município de Fafe

Cepães é uma localidade portuguesa do Município de Fafe que foi sede da extinta Freguesia de Cepães, freguesia que tinha 4,17 km² de área e 1 410 habitantes (2011), e, por isso, uma densidade populacional de 338,1 hab/km².
A Freguesia de Cepães foi extinta em 2013, no âmbito de uma reforma administrativa nacional, para, em conjunto com a Freguesia de Fareja, formar uma nova freguesia denominada União de Freguesias de Cepães e Fareja com sede na Rua do Professor Cândido Mota, em Cepães.

## História
Possui vários vestígios da ocupação romana, datados da época 185 a.C.
Inclusivamente artefactos deixados ao abandono durante a revolta lusitana contra a ocupação romana de 194 a.C, como espadas, malhas usadas na protecção contra ataques directos. Filtros romanos, tanto usados para a produção de tabaco como na culinária, investigações ainda prosseguem na esperança de encontrar filtro de César Augusto, o chamado Santo Graal dos cavaleiros Romanos. Que fumavam cerca de seis maços por dia.
Foi vila e sede de concelho até ao início do século XIX. Este era constituído apenas pela sede. Foi também "Cabeça de Honra" no antigo termo da terra de Montelongo.
Cepães já foi uma localidade que teve honras de passagem do caminho de ferro que ligava Fafe a Guimarães, e que para tristeza da sua população haveria de desaparecer na segunda metade da década de oitenta.

## Parque Rural em Cepães
Delimitado a montante pela Ponte da Gaia e a jusante pela Ponte do Prego, foi construído o Parque Rural em Cepães que ocupa uma área global de 11 000 m2, compreendendo uma faixa de passeio do lado esquerdo do rio e um Parque de lazer e merendeiro do lado direito. A meio do percurso, uma ponte foi criada para a travessia de peões entre as duas margens. 

## População
| População da freguesia de Cepães (1864 – 2011) | População da freguesia de Cepães (1864 – 2011) | População da freguesia de Cepães (1864 – 2011) | População da freguesia de Cepães (1864 – 2011) | População da freguesia de Cepães (1864 – 2011) | População da freguesia de Cepães (1864 – 2011) | População da freguesia de Cepães (1864 – 2011) | População da freguesia de Cepães (1864 – 2011) | População da freguesia de Cepães (1864 – 2011) | População da freguesia de Cepães (1864 – 2011) | População da freguesia de Cepães (1864 – 2011) | População da freguesia de Cepães (1864 – 2011) | População da freguesia de Cepães (1864 – 2011) | População da freguesia de Cepães (1864 – 2011) | População da freguesia de Cepães (1864 – 2011) |
| ---------------------------------------------- | ---------------------------------------------- | ---------------------------------------------- | ---------------------------------------------- | ---------------------------------------------- | ---------------------------------------------- | ---------------------------------------------- | ---------------------------------------------- | ---------------------------------------------- | ---------------------------------------------- | ---------------------------------------------- | ---------------------------------------------- | ---------------------------------------------- | ---------------------------------------------- | ---------------------------------------------- |
| 1864                                           | 1878                                           | 1890                                           | 1900                                           | 1911                                           | 1920                                           | 1930                                           | 1940                                           | 1950                                           | 1960                                           | 1970                                           | 1981                                           | 1991                                           | 2001                                           | 2011                                           |
| 648                                            | 813                                            | 731                                            | 794                                            | 858                                            | 857                                            | 996                                            | 1 202                                          | 1 382                                          | 1 575                                          | 1 229                                          | 1 409                                          | 1 462                                          | 1 590                                          | 1 410                                          |